# Денисюк Василь Захарович
Васи́ль Заха́рович Денисю́к (19 грудня 1982 — 1 лютого 2015) — молодший сержант Збройних сил України, учасник російсько-української війни.

## Життєвий шлях
Народився у місті Кривий Ріг, молодший із братів, проживав в селі Рози Люксембург, де закінчив ЗОШ. З 2003 року працював водієм гірничотранспортного цеху, гірничий департамент ПАТ «АрселорМіттал Кривий Ріг».
Призваний на військову службу за мобілізацією у серпні 2014-го. У часі війни — старший механік-водій, 17-та окрема танкова бригада.
1 лютого 2015-го між селами Троїцьке та Санжарівка на позицію, яку обороняли підрозділ 128-ї окремої гірсько-піхотної бригади — приблизно 60 бійців та 2 танки 17-ї танкової бригади, вийшло близько 10 одиниць бронетехніки терористів — танки, БТР, МТ-ЛБ, «Урали» з зенітними гарматами, значні піхотні піхоти. Українська артилерія знищила одну бронемашину та «Урал», 4-5 танків продовжили атакували позиції.
Екіпаж молодшого сержанта Осташевського ліквідував один ворожий танк, решта підійшли впритул, в окопах почалися рукопашні сутички. Танк Осташевського підбито протитанковою керованою ракетою, загинув екіпаж танка: молодший сержант Олексій Осташевський, молодші сержанти Василь Денисюк та Костянтин Ткачук. Командирський люк був відкритий, через нього внаслідок вибуху Осташевського викинуло із башти до 30 метрів, Ткачук та Денисюк згоріли у машині.
Позицію було утримано українськими військовими, захоплено справний російський танк Т-72 та полонено контуженого механіка-водія.
Через 45 діб за допомогою тестів ДНК було встановлено тотожність згорілих танкістів.
Без Василя лишилася мама та троє братів.
Похований в селі Трудолюбівка 15 квітня 2015-го.

## Нагороди та вшанування
За особисту мужність і героїзм, виявлені у захисті державного суверенітету та територіальної цілісності України, вірність військовій присязі під час російсько-української війни, відзначений — нагороджений
- орденом «За мужність» III ступеня (посмертно)
- нагрудним знаком Криворізької міськради «За заслуги перед містом» 3-го ступеня (посмертно)
- недержавною нагородою «За вірність присязі»
- на місці загибелі екіпажу встановлено пам'ятний знак
- в жовтні 2015-го у ЗОШ села Гречані Поди, котру він закінчив, встановлено меморіальну дошку